# 101 pr. n. št.
101 pr. n. št. je bilo leto predjulijanskega rimskega koledarja.
Oznaka 101 pr. Kr. oz. 101 AC (Ante Christum, »pred Kristusom«), zdaj posodobljeno v 101 pr. n. št., se uporablja od srednjega veka, ko se je uveljavilo številčenje po sistemu Anno Domini.

## Dogodki
- Gaj Marij premaga Kimbre.

## Smrti
- Kleopatra III.,  kraljica Starega Egipta (* okoli 161 pr. n. št.)